# 마릴린 맨슨 (밴드)
마릴린 맨슨(Marilyn Manson)은 미국의 록 밴드이다. 결성 당시 이름은 마릴린 맨슨 & 더 스푸키 키즈(Marilyn Manson & the Spooky Kids)였다.

## 구성원
구성원의 예명은 당대 최고의 미모를 지닌 여자 연예인의 이름과 연쇄 살인마의 이름을 따서 만들어졌다.
- 메릴린 맨슨(마릴린 몬로 + 찰스 맨슨) - 브라스, 타악기, 보컬, 랩, 리더, 퍼포먼스, 작사/작곡/편곡
- 트위기 라미레즈(트위기 + 리처드 라미레즈) - 베이스 기타, 기타, 코러스, 퍼포먼스, 작사/작곡/편곡
- 프리스 새블런 - 베이스 기타, 코러스, 퍼포먼스
- 제이슨 서터 - 드럼, 타악기, 코러스, 퍼포먼스

## 디스코그래피
- Portrait of an American Family
- Antichrist Superstar
- Mechanical Animals
- Holy Wood (In the Shadow of the Valley of Death)
- The Golden Age of Grotesque
- Eat Me, Drink Me
- The High End of Low
- Born Villain
- The Pale Emperor
- Heaven Upside Down
- We Are Chaos
- One Assassination Under God - Chapter 1